# Neosybra rotundipennis
Neosybra rotundipennis – gatunek chrząszcza z rodziny kózkowatych i podrodziny zgrzypikowych (Lamiinae).

## Taksonomia
Gatunek ten został w 1939 roku przez Stephana von Breuninga jako Mulciber rotundipennis.

## Rozprzestrzenienie
Chrząszcz ten jest endemitem subtropikalnych Chin, znanym wyłącznie z Hongkongu.